# Лоєвський район
Лоєвський район або Лоївський район (біл. Лоеўскі раён) — адміністративна одиниця на південному сході Гомельської області. Адміністративний центр — міське селище Лоєв.

## Географія
Площа району становить 1050 км кв (20-те місце). Більше половини площі припадає на сільськогосподарські угіддя, 40% — на ліси.
Основні річки — Дніпро і його притоки Сож, Брагінка, Песочанка. У районі знаходиться Дніпро-Брагінське водосховище.
Район на заході й півночі межує із Брагінським, Хойницьким, Речицьким, Гомельським районами тієї ж області, а на сході — по Дніпру й частково по нижній течії Сожу — із Чернігівською областю України.

## Історія
Район було утворено у 1966 році.

## Демографія
Населення району — 15 100 чоловік (20-те місце), у тому числі в міських умовах проживають 7 300 чоловік. Усього налічується 81 населений пункт. Національний склад — білоруси — 90,5%, росіяни — 5,3%, українці — 3%, інші національності — 1,2%.

## Транспорт
Через район проходять автомобільні дороги Речиця — Лоєв — Брагін, Брагін — Холмеч. По Дніпру й Сожу здійснюється судноплавство.

## Відомі особистості
В районі народився:
- Ігнатенко Володимир Пимонович (1920—2007) — український актор (с. Демамерки).